# Залужжя (Івано-Франківський район)
Залу́жжя — село в Україні, у Рогатинській міській громаді Івано-Франківського району Івано-Франківської області.

## Географія
У селі річка Струга впадає у Гнилу Липу.

## Історія
Першу письмову згадку про село Залужжя (Zaludz) у галицьких судових книгах датовано 12 вересня 1435 року. Далі згадується 3 червня 1444 р.
1 липня 1934 р. частина забудови і земель села загальною площею 244,6242 га передана до складу міста Рогатин.
У 1939 році в селі проживало 1400 мешканців (1160 українців, 110 поляків, 110 польських колоністів, 20 євреїв), з них — 1120 мешканців у самому селі (1080 українців, 20 поляків і 20 євреїв) та 280 — у присілку Горбки (80 українців, 90 поляків і 110 польських колоністів).
12 червня 2020 року, відповідно до Розпорядження Кабінету Міністрів України  № 714-р «Про визначення адміністративних центрів та затвердження територій територіальних громад Івано-Франківської області», увійшло до складу Рогатинської міської громади.
19 липня 2020 року, в результаті адміністративно-територіальної реформи та ліквідації Рогатинського району, село увійшло до складу новоутвореного Івано-Франківського району.

## Населення

### Мова
Розподіл населення за рідною мовою за даними перепису 2001 року:
| Мова       | Відсоток |
| ---------- | -------- |
| українська | 99,8%    |
| інші       | 0,2%     |

## Відомі люди
- Антін Воробець — український громадський діяч[8]